# حوزه انتخابیه اول اکلاهما
حوزه انتخابیه اول اکلاهما یک حوزه انتخابیه مجلس نمایندگان آمریکا است که در ایالت اکلاهما قرار دارد.